# Петар Путниковић
Петар Путниковић (Ћуприја, 1953) српски је филмски и ТВ монтажер. 

## Биографија
Завршио је Факултет драмских уметности – одсек филмска и ТВ монтажа 1980. године у Београду.
Од 1981. до 1991. године ради као доцент на ФДУ предајући предмет Електронска монтажа.
Монтажерским послом се почиње бавити на ТВБ 1971. године радом на ТВ драми Купање.
Потписао је већи број ТВ драма и ТВ филмова и мини серија које су у том периоду имале велику гледаност на ТВБ.
Деби на пољу дугометражног играног филма урадио је 1989. године радећи монтажу филма Милоша Радовића Хепи енд, а већ од 1998. константно је ангажован и на овом пољу уметности.
Остварио је и трајну сарадњу са познатим редитељем Здравком Шотром још од 1972. заједничким радом на серијалу Образ уз образ, касније радом на многим тв филмовима, тв серијама и драмама а касније наставили су сарадњу и на дугометражним играним филмовима.
За монтажерски рад на филму Буре барута 1999. на светском филмском фестивалу у Смоленску награђен је специјалном плакетом за монтажу, а за филм Како је Хари постао дрво добио је награду на фестивалу у Хјустону 2002. Гран при фестивала за најбољу монтажу.
Живи и ради у Београду.

## Филмографија
| Год.       | Назив                                                   | Улога |
| ---------- | ------------------------------------------------------- | ----- |
| 1970-е     |                                                         |       |
| 1972.      | Купање                                                  |       |
| 1974.      | Реквијем за тешкаша                                     |       |
| 1974.      | Зашто је пуцао Алија Алијагић                           |       |
| 1975.      | Велебитске саонице или три швалера и једна девојка (ТВ) |       |
| 1975.      | Нора (ТВ филм)                                          |       |
| 1975.      | Сведоци оптужбе                                         |       |
| 1975.      | Мачак Тоша (ТВ)                                         |       |
| 1976.      | На путу издаје                                          |       |
| 1976.      | Процес Ђордану Бруну                                    |       |
| 1976.      | Метак у леђа                                            |       |
| 1976.      | Човек који је бомбардовао Београд                       |       |
| 1977.      | Под истрагом (ТВ филм)                                  |       |
| 1977.      | Марија Магдалена                                        |       |
| 1977.      | Црни дани                                               |       |
| 1979.      | Вага за тачно мерење                                    |       |
| 1979.      | Прва српска железница                                   |       |
| 1980-е     |                                                         |       |
| 1980.      | Наше приче                                              |       |
| 1980.      | Кружна путовања                                         |       |
| 1980.      | Београдска разгледница 1920                             |       |
| 1982.      | Приче преко пуне линије (ТВ)                            |       |
| 1982.      | Паштровски витез                                        |       |
| 1983.      | Последње совуљаге и први петли                          |       |
| 1984.      | Звезде које не тамне — Ролингстонси (ТВ)                |       |
| 1984.      | Зид (ТВ филм из 1984)                                   |       |
| 1984.      | Др (филм из 1984)                                       |       |
| 1984.      | Андрић и Гоја (филм) (ТВ)                               |       |
| 1985.      | X+Y=0                                                   |       |
| 1985.      | Узми па ће ти се дати (ТВ)                              |       |
| 1985.      | Случај Лазе Костића                                     |       |
| 1985.      | Госпођица Јулија (филм из 1985)                         |       |
| 1985.      | Црвена барака (ТВ)                                      |       |
| 1986.      | Добро вече џезери                                       |       |
| 1986.      | Врење (филм)                                            |       |
| 1986.      | Тајна Лазе Лазаревића (ТВ)                              |       |
| 1986.      | Одлазак ратника, повратак маршала                       |       |
| 1986.      | Неозбиљни Бранислав Нушић                               |       |
| 1987.      | Шумановић — комедија уметника (ТВ)                      |       |
| 1987−1988. | Бољи живот                                              |       |
| 1988.      | Четрдесет осма - Завера и издаја (ТВ)                   |       |
| 1989.      | Хепи енд                                                |       |
| 1989.      | Госпођа министарка                                      |       |
| 1990-е     |                                                         |       |
| 1990.      | Последњи валцер у Сарајеву                              |       |
| 1990.      | Агенција Киком                                          |       |
| 1991.      | Глинени голубови                                        |       |
| 1991.      | Кућа за рушење                                          |       |
| 1991.      | Брод плови за Шангај (ТВ)                               |       |
| 1991.      | Смрт госпође министарке (ТВ)                            |       |
| 1991.      | Јастук гроба мог                                        |       |
| 1991.      | У име закона                                            |       |
| 1992.      | Загреб - Београд преко Сарајева                         |       |
| 1992.      | Волим и ја неранџе... но трпим                          |       |
| 1993.      | Осмех Маргарет Јурсенар                                 |       |
| 1993.      | Надежда Петровић                                        |       |
| 1993−1994. | Срећни људи                                             |       |
| 1994−1995. | Отворена врата (ТВ)                                     |       |
| 1997.      | Моја домовина (кратак филм) (ТВ)                        |       |
| 1998.      | Судбина једног разума                                   |       |
| 1998.      | Буре барута                                             |       |
| 1998.      | Лајање на звезде                                        |       |
| 1999.      | Бело одело                                              |       |
| 2000-е     |                                                         |       |
| 2000.      | Сваштара                                                |       |
| 2000.      | Горски вијенац                                          |       |
| 2001.      | Како је Хари постао дрво                                |       |
| 2001.      | Бaр-Београд вија Пекинг                                 |       |
| 2002.      | Зона Замфирова                                          |       |
| 2002.      | Новогодишње венчање                                     |       |
| 2003.      | Илка                                                    |       |
| 2004.      | Пљачка Tрећег рајха                                     |       |
| 2004.      | Пад у рај                                               |       |
| 2004.      | Сан зимске ноћи                                         |       |
| 2005.      | Балканска браћа                                         |       |
| 2005.      | Звезде љубави                                           |       |
| 2005.      | Ивкова слава                                            |       |
| 2006.      | Где цвета лимун жут                                     |       |
| 2006.      | Оптимисти                                               |       |
| 2008.      | Кнежевина Србија                                        |       |
| 2008.      | Краљевина Србија                                        |       |
| 2008.      | Рањени орао (ТВ серија)                                 |       |
| 2008.      | Рањени орао                                             |       |
| 2009.      | Ђавоља варош                                            |       |
| 2009.      | Медени месец                                            |       |
| 2009−2010. | Грех њене мајке                                         |       |
| 2010-е     |                                                         |       |
| 2011.      | Бели лавови                                             |       |
| 2011−2012. | Непобедиво срце                                         |       |
| 2011−2012. | Цват липе на Балкану (ТВ серија)                        |       |
| 2012.      | Шешир професора Косте Вујића (филм из 2012)             |       |
| 2013.      | Шешир професора Косте Вујића (ТВ серија)                |       |
| 2014.      | Кад љубав закасни                                       |       |
| 2014.      | Самац у браку                                           |       |
| 2014.      | Бранио сам Младу Босну                                  |       |
| 2015.      | Бранио сам Младу Босну (ТВ серија)                      |       |
| 2015.      | Бечка тврђава                                           |       |
| 2015.      | Титова соба тајни                                       |       |
| 2015.      | Једне летње ноћи                                        |       |
| 2016.      | Александар Лер - човек који је бомбардовао Београд      |       |
| 2016.      | Мала кутија - Васко Попа                                |       |
| 2016.      | Santa Maria della Salute                                |       |
| 2017.      | Santa Maria della Salute (ТВ серија)                    |       |
| 2020-е     |                                                         |       |
| 2021.      | Александар од Југославије (ТВ серија)                   |       |
| 2021.      | Александар од Југославије                               |       |